# クーティ - スドムニェルジツェ線
クーティ - スドムニェルジツェ線（クーティ - スドムニェルジツェせん、チェコ語: Železničná trať Kúty – Sudoměřice）は、スロバキア国鉄の鉄道線の名称である。路線番号は114。
1891年10月27日、クーティ - スカリツァ間がノヴァーヴェス - クーティ間と共に開業した。1893年、チェコのスドムニェルジツェまで延伸し、スロバキアとチェコの国境を越える路線となったが、現在国境を越える列車が運行されておらず、スカリツァ地域のローカル線となっている。

## 運行形態[3]
全て各駅停車で、大半がクーティ - スカリツァ間の運行。平日は1 - 2時間に1本、休日は2時間に1本運行される。110号線に快速が運行される時間帯を中心に、ブラチスラヴァ方面快速と接続する。

## 駅一覧
以下では、スロバキア国鉄114号線の駅と営業キロ、停車列車、接続路線などを一覧表で示す。なお、全て各駅停車である。
| 路線名 | 駅名                                             | 駅間営業キロ | 累計営業キロ              | 累計営業キロ     | 接続路線         | 所在地         | 所在地           |
| ------ | ------------------------------------------------ | ------------ | ------------------------- | ---------------- | ---------------- | -------------- | ---------------- |
| 114    | クーティ駅                                       | -            | ノヴァー・ヴェスから 50.9 | クーティから 0.0 | 110号線、116号線 | トルナヴァ県   | セニツァ郡       |
| 114    | グベリ停留所                                     | 5.9          | 56.8                      | 5.9              |                  | トルナヴァ県   | スカリツァ郡     |
| 114    | グベリ駅                                         | 1.7          | 58.5                      | 7.6              |                  | トルナヴァ県   | スカリツァ郡     |
| 114    | コプチャニ駅                                     | 5.7          | 64.2                      | 13.3             |                  | トルナヴァ県   | スカリツァ郡     |
| 114    | ホリーチ・ナド・モラヴォウ駅                     | 5.3          | 69.5                      | 18.6             |                  | トルナヴァ県   | スカリツァ郡     |
| 114    | カートフ駅                                       | 2.6          | 72.1                      | 21.2             |                  | トルナヴァ県   | スカリツァ郡     |
| 114    | スカリツァ・ナ・スロヴェンスク駅                 | 4.0          | 76.1                      | 25.2             |                  | トルナヴァ県   | スカリツァ郡     |
| 114    | スドムニェルジツェ・ナド・モラヴォウ駅（休止中） | 3.0          | 79.1                      | 28.2             |                  | 南モラヴィア州 | トルジェビーチ郡 |